# 橋本秀信
橋本 秀信（はしもと ひでのぶ、1895年（明治28年）1月13日 - 1991年（平成3年）8月19日）は、日本の陸軍軍人。最終階級は陸軍中将。旧姓・三輪。

## 経歴
本籍愛媛県。岐阜県で三輪伊左衛門の息子として生まれ、橋本広太郎の養嗣子となる。宇和島中学校（現愛媛県立宇和島東高等学校）、広島陸軍地方幼年学校、中央幼年学校を経て、1915年（大正4年）5月、陸軍士官学校（27期）を卒業。同年12月、砲兵少尉に任官し野砲兵第1連隊付となる。1918年（大正7年）11月、陸軍砲工学校高等科を卒業。1924年（大正13年）11月、陸軍大学校（36期）を卒業し野砲兵第1連隊中隊長に就任。高射砲第1連隊付、参謀本部付勤務、参謀本部員を経て、1930年（昭和5年）4月から1933年（昭和8年）3月まで陸軍派遣学生として東京帝国大学経済学部で聴講した。
1933年3月、参謀本部員（作戦課）、近衛師団参謀、陸大教官などを務め、1937年（昭和12年）7月、支那駐屯軍参謀に発令され日中戦争に出征。同年8月、北支那方面軍参謀となり、同年12月、兵科を航空兵に転科し航空兵中佐となる。1938年（昭和13年）3月、航空兵大佐に進んだ。同年7月、明野陸軍飛行学校教官に就任し、陸軍航空本部第3課長を経て、1940年（昭和15年）8月、第9飛行団長となり、1941年（昭和16年）3月、陸軍少将に昇進し太平洋戦争を迎えた。
1942年（昭和17年）7月、第3航空軍参謀長（南方軍）に発令され南方要地の防空に従事。以後、陸軍航空審査部本部長、陸軍航空総監部総務部長、兼航空本部総務部長を経て、第5航空軍参謀長を務め、1944年（昭和19年）6月、陸軍中将に進んだ。同年10月、第9飛行師団長に転じパレンバンの防空に従事した。1945年（昭和20年）7月、教導飛行師団長に転じ、栃木で終戦を迎えた。
1947年（昭和22年）11月28日、公職追放仮指定を受けた。

## 親族
- 義父 関谷守（妻の父、陸軍大佐）[1]